# 1-й Даугавгривский латышский стрелковый полк

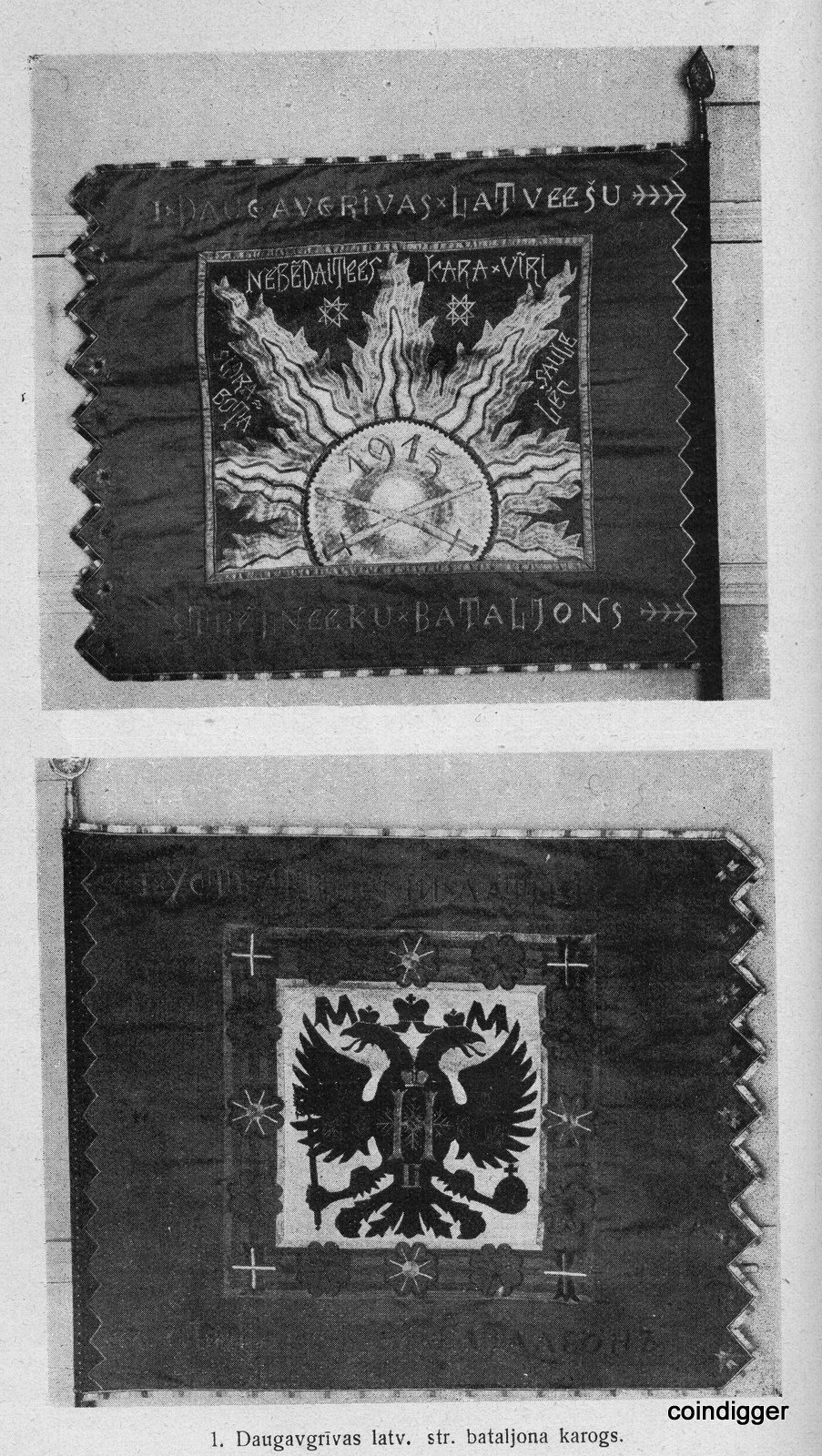
Флаг 1-го Даугавгривского латышского стрелкового батальона с надписью «Не волнуйтесь, бойцы, серебряное солнце восходит» (1915 г.).

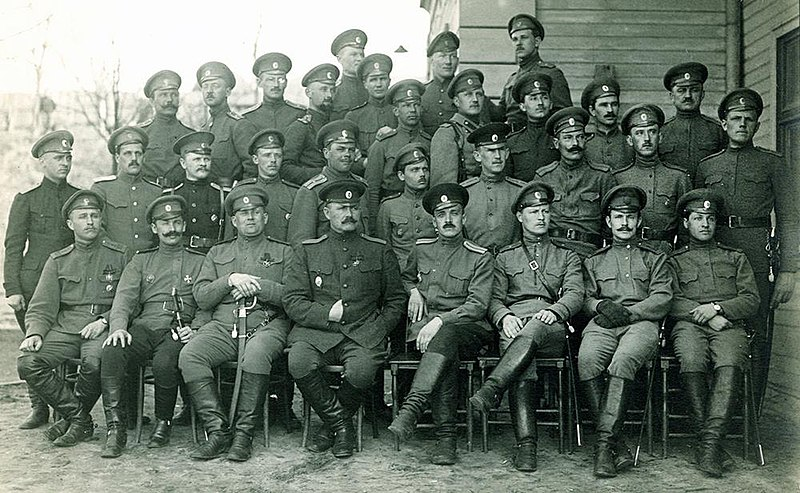
Офицеры 1-го Даугавгривского латышского стрелкового батальона после битвы при Кекаве в марте 1916 года. В первом ряду: слева прапорщики Ю. Менска, П. Дардзан, поручики П. Буриньш, командир батальона капитан Рудольф Бангерский, врач В. Гахович, прапорщики В. Эзергайлис, О. Янсон, А. Жид. Во втором ряду: прапорщик П. Лук, врач П. Кундзиньш, чиновник А. Яунберз, прапорщики К. Майзитис, А. Праулиньш, Я. Винелис, Л. Болштейн, Э. Буллис, Я. Клейнберг, В. Аматниекс. В третьем ряду: прапорщики Т. Калниньш, В. Бекманис, В. Гайлис, К. Шепко, Я. Луткар, Ж. Эльмут, М. Аустриньш, Я. Шнука, Силис, О. Эверт. В четвёртом ряду: прапорщики Бриедис (I), Н. Вилдберг, Бриедис (II).

1-й Даугавгри́вский латы́шский стрелко́вый полк, он же 1-й Латышский Усть-Двинский стрелковый полк (латыш. 1. Daugavgrīvas latviešu strēlnieku pulks) — пехотная стрелковая воинская часть Русской императорской армии. Вооружённое формирование латышских стрелков в составе 1-й латышской стрелковой бригады, принимавшей участие в боях Первой мировой войны с 1915 по 1918 год. Полк сформирован из 1-го Даугавгривского латышского стрелкового батальона 3 ноября 1916 года. 30 декабря 1917 года полк был включён в состав Латышского стрелкового корпуса. 6 апреля 1918 года полк был демобилизован по условиям Брест-Литовского мирного договора.

## Создание батальона
Во время Курляндского наступления Германской империи батальоны Усть-Двинской крепости 2 и 3 мая 1915 года успешно участвовали в обороне Митавы. Этот успех стоил жизни 57 защитникам крепости и ранил ещё 155 солдат. 16 августа 1915 года был сформирован 1-й Усть-Двинский латышский стрелковый батальон для защиты Риги из добровольцев, ещё не достигших призывного возраста. На флаге батальона было изображено восходящее солнце со скрещёнными мечами и девиз «Не волнуйтесь, бойцы, солнце серебристое восходит» (латыш. Nebēdaities kara vīri, sidrabota saule lēc). Изначально в каждом батальоне было четыре роты и пять команд — разведка, пулемётчики, конные подрывники, связь и снабжение. Штат батальона состоял из 26 офицеров, 7 врачей и чиновников, 1246 унтер-офицеров и солдат. В нём также было 164 лошади, 4 пулемёта и 47 повозок. Каждый батальон сформировал свой боевой оркестр. Во время Кекавских боёв летом 1916 года в составе батальона были созданы ещё две роты.

## Формирование полка
В рамках подготовки к Рождественским боям 3 ноября 1916 года батальон был преобразован в полк и включён в состав 1-й латышской стрелковой бригады. В полку было восемь рот и восемь команд — пулемётная, сапёрная, конная разведка, пешая разведка, связь, полиция, учёт оружия и окопные пушки. Штат — 50 офицеров, 7 врачей и чиновников, 1497 унтер-офицеров и солдат, 8 вольноопределяющихся. В нём также было 290 лошадей и 104 повозки.

## Командиры
Командирами полка были:
- Подполковник Рудольф Бангерский (25.8.1915-18.11.1916),
- Полковник Георг Карлсонс (18.11.1916-13.3.1917),
- Подполковник Фридрих Бриедис (с 13 марта 1917 г.).

## Участие в боях
- Осенью 1915 г. 2-я и 3-я роты 1-го Даугавгривского латышского стрелкового батальона впервые приняли участие в бою 25 октября 1915 года у хутора Мангали на Тирельском болоте, а 28 октября первые павшие батальонные стрелки были похоронены на Лесном кладбище, где был заложен фундамент более позднего Братского кладбища. В свою очередь, 29 октября 1915 года 1-я рота под руководством Ф. Бриедиса атаковала немецкие позиции в Плаканьциемсе у границы Курляндской и Лифляндской губерний у реки Миса и 22 ноября у хутора Вейси.
- В марте и июле 1916 года 1-й Даугавгривский латышский стрелковый батальон участвовал в боях под Кекавой.
- Рождественские бои. 23 декабря 1916 года (5 января по новому стилю) в 5 часов утра 1-й Даугавгривский латышский стрелковый полк прорвал линию немецких укреплений и занял территорию позади немцев на глубине около 3 километров. Однако атака прекратилась, так как резервы не были отправлены. Вечером 5 января в результате нескольких немецких контратак не удалось удержать место прорыва, и стрелковые части были вынуждены отступить на исходные позиции.

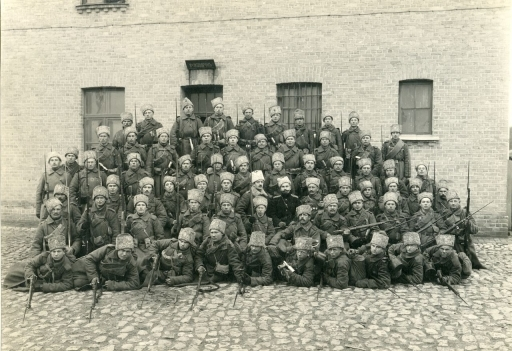
Рота 1-го Даугавгривского латышского стрелкового батальона в октябре 1915 года.

## Ликвидация

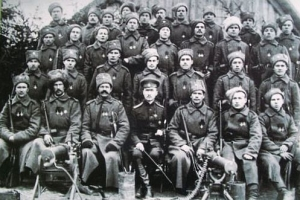
Солдаты с награждённым поручиком 1-го Усть-Двинского латышского стрелкового батальона Фридрихом Бриедисом после получения последним ордена Св. Георгия в 1915 году.

После Октябрьской революции 30 декабря 1917 года 1-й Даугавгривский латышский стрелковый полк вошёл в состав вновь сформированного Латышского стрелкового корпуса, которым командовал полковник Юкумс (Иоаким) Вацетис. Корпус состоял из двух дивизий, которыми командовали Густав Мангулис и Пётр Авен. 22 января 1918 года 1-й и 6-й батальоны 1-го Даугавгривского латышского стрелкового полка и 1-й батальон 4-го Видземского латышского стрелкового полка отправились в Рогачёв, где 3-13 февраля 1-й корпус польских легионеров поднял восстание под предводительством генерала Юзефа Довбора-Мусницкого. По условиям Брест-Литовского мирного договора 6 апреля 1918 года советское правительство России издало приказ о демобилизации Латвийского стрелкового полка и создании Латышской стрелковой дивизии в составе Красной армии.

## Награждённые солдаты
- Фридрих Бриедис, поручик (позже капитан) 1-го Даугавгривского латышского стрелкового полка, впоследствии полковник, командир полка (с 13.3.1917). С 1 августа 1915 года командир 1-й роты. 16 октября 1915 года участвовал в боях на реке Миса, 8 марта 1916 года был тяжело ранен в бою под Кекавой. 23 декабря 1916 года со своим батальоном без артиллерийской подготовки он первым снёс немецкие заграждения из колючей проволоки и в ожесточённом бою выбил врага с позиций. Со своими частями попал под обстрел немецкой тяжелой батареи, был тяжело ранен. Награждён орденом Св. Георгия 4-й степени, Георгиевским оружием, орденом Св. Владимира IV степени, орденом Св. Анны IV, III, II степеней, орденом Св. Станислава III, II степени. Назначен командиром полка за героизм в Рождественских боях.[3]

## Потери
- Янис Акерс (1896—1915), сержант. Убит 9 ноября 1915 года у хутора Плаканы на берегу реки Миса, близ Олайне.
- Теодор Пирагс (1893—1916), поручик 2-й роты (посмертно), скончался 15 марта 1916 года после ранения в бою под Кекавой и похоронен на Рижском Братском кладбище. Награждён орденом Святого Владимира IV степени и орденом Святой Анны IV степени.[4]
- Янис Менска (1893—1917), прапорщик. Погиб в Рождественских боях 5 января 1917 г.

### Битва на реке Миса в 1915 году
- Бой 25 октября у хутора Красловски на восточной стороне Тирельского болота: 4 убитых, 5 раненых, 3 пропавших без вести.
- Бой 29 октября у хутора Плаканы на правом берегу реки Миса: 4 убитых, 11 раненых.

Ноябрьское сражение при Олайне:
- 2-3 ноября в бою у хутора Мангали: 19 раненых, 6 пропавших без вести.
- В бою 4 ноября на болоте Олайне у хутора Кутниеки: 22 убитых, 63 раненых, 19 пропавших без вести.
- В бою 23 ноября у хутора Вейси на левом берегу реки Миса: 2 ранены.
- В бою 3 декабря у хутора Кутниеки у Олайнского болота: 1 убит.
- 18-19 декабря в бою у фольварка Катериненгоф у Кекавы: 3 ранены.

### Бой под Кекавой в 1916 году
- 12-13 марта, бой у хутора Вейси: 6 раненых.
- В бою 13 марта у хутора Крогземьи на берегу реки Миса: 8 убитых, 26 раненых, 4 пропавших без вести.
- В бою 21 марта у хутора Франчи под Кекавой: 134 убитых и пропавших без вести, 223 раненых.
- В боях 16-22 июля у хутора Скаты на Кекавском фронте: 106 убитых, 569 раненых, 37 пропавших без вести.

### Рождественские бои в 1917 году
- В бою при хуторах Мангали и Скангали 5 января: 102 убитых, 354 раненых, 25 пропавших без вести.
- В бою 7 января у Тирельского болота: 8 убитых, 60 раненых.
- В боях 10-14 января в Тирельском болоте: 4 убитых, 38 раненых.
- В бою 25 января при ирельском болоте: 22 убитых, 117 раненых, 12 пропавших без вести.
- Бой 30-31 января в Тирельском болоте: 99 убитых, 140 раненых.

### Битва на реке Маза-Югла в 1917 году
- Бои под Ригой и корчмой Шмизинг 1-3 сентября: 4 ранены, 427 пропавших без вести.
- В битве под Сигулдой 10 сентября: 1 убит.
- В битве под Сигулдой 11 октября: 2 убитых, 4 раненых.